# Hildegard Körner
Hildegard Körner, nata Ullrich (20 dicembre 1959), è un'ex mezzofondista tedesca.

## Palmarès

### Mondiali
- 1 medaglia:
  - 1 argento (Roma 1987 nei 1500 metri piani)

### Europei indoor
- 1 medaglia:
  - 1 oro (Atene 1981 negli 800 metri piani)